# San Jacinto (fleuve)
Pour les articles homonymes, voir San Jacinto.
Le San Jacinto est un fleuve du Texas, aux États-Unis. Il prend sa source dans le Lac Houston (en) dans le comté de Harris et se jette dans la baie de Galveston.

## Géographie
Le lac Houston est lui-même alimenté par deux affluents nommés également San Jacinto :
- la branche ouest (en anglais West Fork) prend sa source au nord du lac Conroe et au ressortir de ce lac, arrose le comté de Montgomery jusqu'au lac Houston ;
- la branche est (en anglais East Fork) prend sa source dans le comté de San Jacinto au nord de la forêt nationale Sam Houston.

Sur ses rives se tint en 1836 la bataille de San Jacinto qui permit l'indépendance du Texas.